# ۲۸۰ (قمری)
۲۸۰ (قمری)، دویست و هشتادمین سال در گاهشماری هجری قمری است. اول محرم این سال برابر با بیست و هفتم مارس سال ۸۹۳ میلادی است.

## رویدادها
- احمدبن عبدالعزیز بن ابی‌دلف در ری درگذشت و رافع بن هرثمه الیساری از فرصت استفاده کرده به ری که در سال قبل آن را از دست داده بود بازگشت.

## درگذشتگان
- احمد بن عبدالعزیز بن ابی‌دلف در ری